# 14550 Легкий
14550 Легкий (14550 Lehky) — астероїд головного поясу, відкритий 27 жовтня 1997 року.
Тіссеранів параметр щодо Юпітера — 3,564.